# Pseudeuchromia praecontinua
Pseudeuchromia praecontinua är en fjärilsart som beskrevs av Max Joseph Bastelberger 1907. Pseudeuchromia praecontinua ingår i släktet Pseudeuchromia och familjen mätare. Inga underarter finns listade i Catalogue of Life.